# Sonodisc
Sonodisc is een Frans platenlabel voor Afrikaanse muziek en wereldmuziek. Het brengt daarnaast ook folk, Latin, blues, jazz, soul, boogie, disco en funk uit. De geschiedenis van het label gaat volgens de onderneming terug tot in de jaren twintig, toen in 1929 in Brussel een grammofoon-zaak werd geopend. Het label is nu eigendom van Jean Karakos, voorheen oprichter van Celluloid Records.
De catalogus van de onderneming omvat meer dan 25000 opnames. De muziek verschijnt op verschillende sublabels: 
- Africa Oumba
- African
- AfroVision Records
- Al Sur
- Disques Espérance
- Disques Vacances
- Fiesta Records
- GD Productions
- Ozileka
- Publi-Congo
- Sonafric
- TG Sawa
- Voice of Lebanon